# Spišské Podhradie
Spišské Podhradie (en allemand : Kirchdrauf ou Kirchdorf  ; en hongrois : Szepesváralja ; polonais : Spiskie Podgrodzie ou Podegrodzie Spiskie) est une ville de la région de Prešov en Slovaquie, dans la région historique de Spiš.

## Histoire
Depuis le XIIe siècle, une localité est installée au pied du château de Spiš. Vers le milieu du XIIIe siècle la ville devient indépendante du château. La première mention écrite d'une localité date de 1174 sous le nom de Suburbium. En 1279, la ville est nommée Fanum St. Mariae. Par la suite la ville bénéficie du développement de la région de Spiš sous l'impulsion des migrants de Saxe.
Le titre de ville est délivré en 1321 sous le nom de Villa Saxorum.
La prospérité perdure jusqu'au XVe siècle grâce au commerce et aux industries artisanales.
La ville fait partie du Royaume de Hongrie jusqu'à la proclamation de la Tchécoslovaquie en 1918.

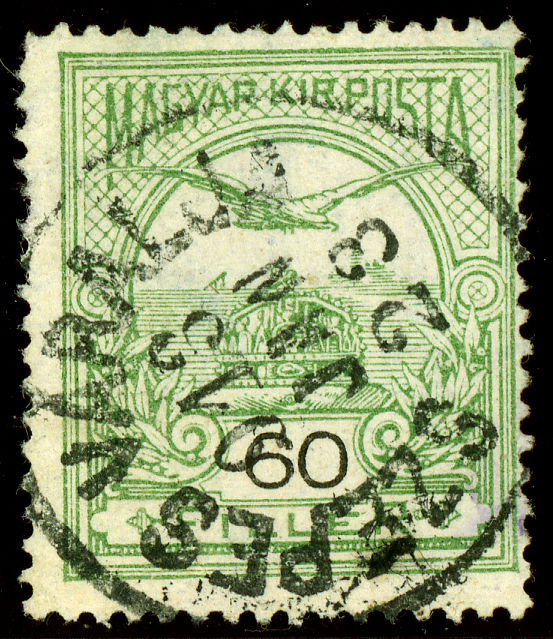
Timbre hongrois posté en 1913

Le 21 septembre 1922, la ville perd son statut de ville et est rattachée au district de Levoča. Elle retrouve le statut de ville à la fin en 1990.

## Démographie

### Évolution de la population
| Année:               | 1994. | 2004.   | 2014.   | 2024.   |
| -------------------- | ----- | ------- | ------- | ------- |
| Nombre de personnes: | 3665  | 3872    | 4035    | 3730    |
| Différence:          |       | +5,64 % | +4,20 % | -7,55 % |

| Année:               | 2023. | 2024.   |
| -------------------- | ----- | ------- |
| Nombre de personnes: | 3754  | 3730    |
| Différence:          |       | -0,63 % |

## Curiosités
La ville avec le château de Spiš et Spišská Kapitula est classée patrimoine mondial de l'UNESCO.

## Religion
Spišská Kapitula est le siège du diocèse de Spiš.

## Transport
Spišské Podhradie est relié au chemin de fer Žilina - Košice (Ligne 180) à Spišské Vlachy par la Ligne 187.

## Jumelage
Spišské Podhradie est jumelée aux villes suivantes:
- Vrbové (Slovaquie)
- Głogów Małopolski (Pologne)
- Ogrodzieniec (Voïvodie de Silésie) (Pologne)

## Galerie

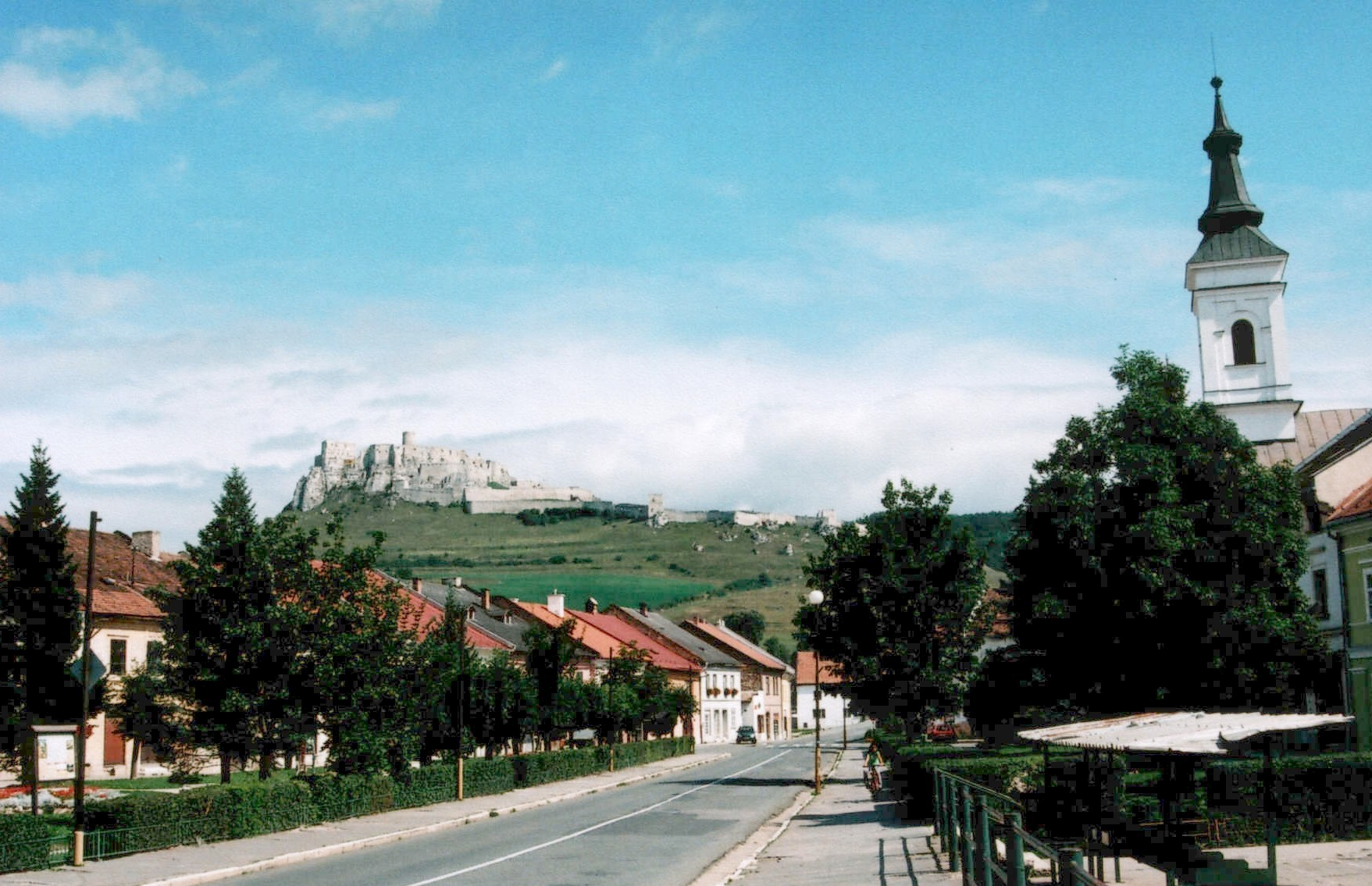
Spišské Podhradie
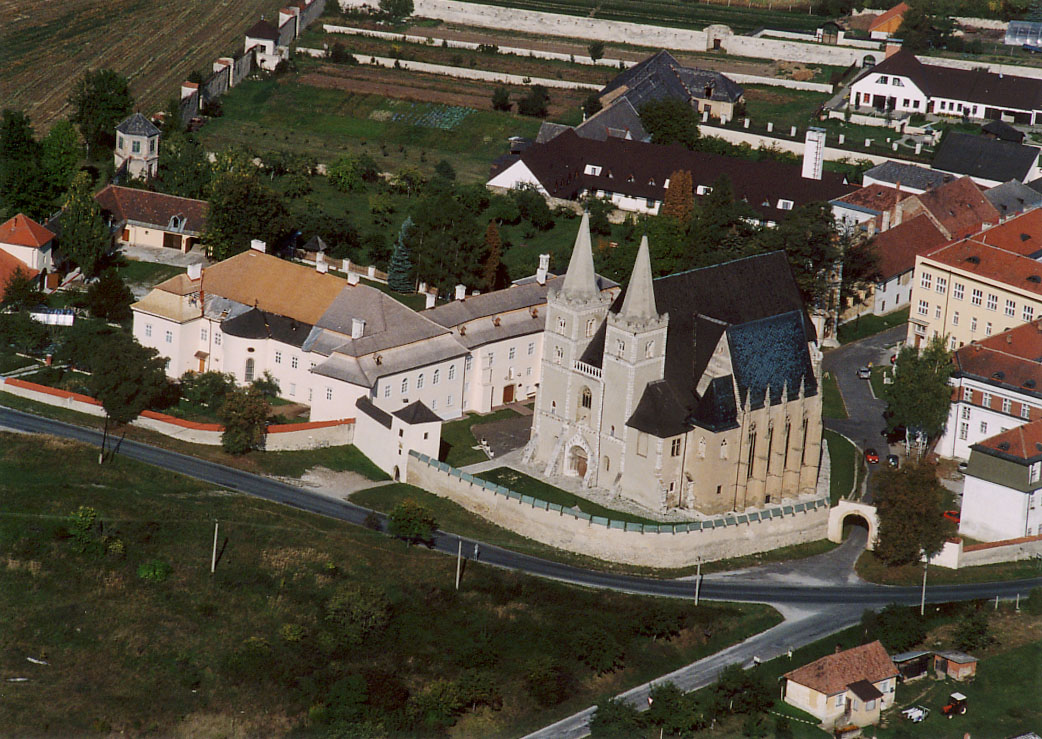
Spišská Kapitula
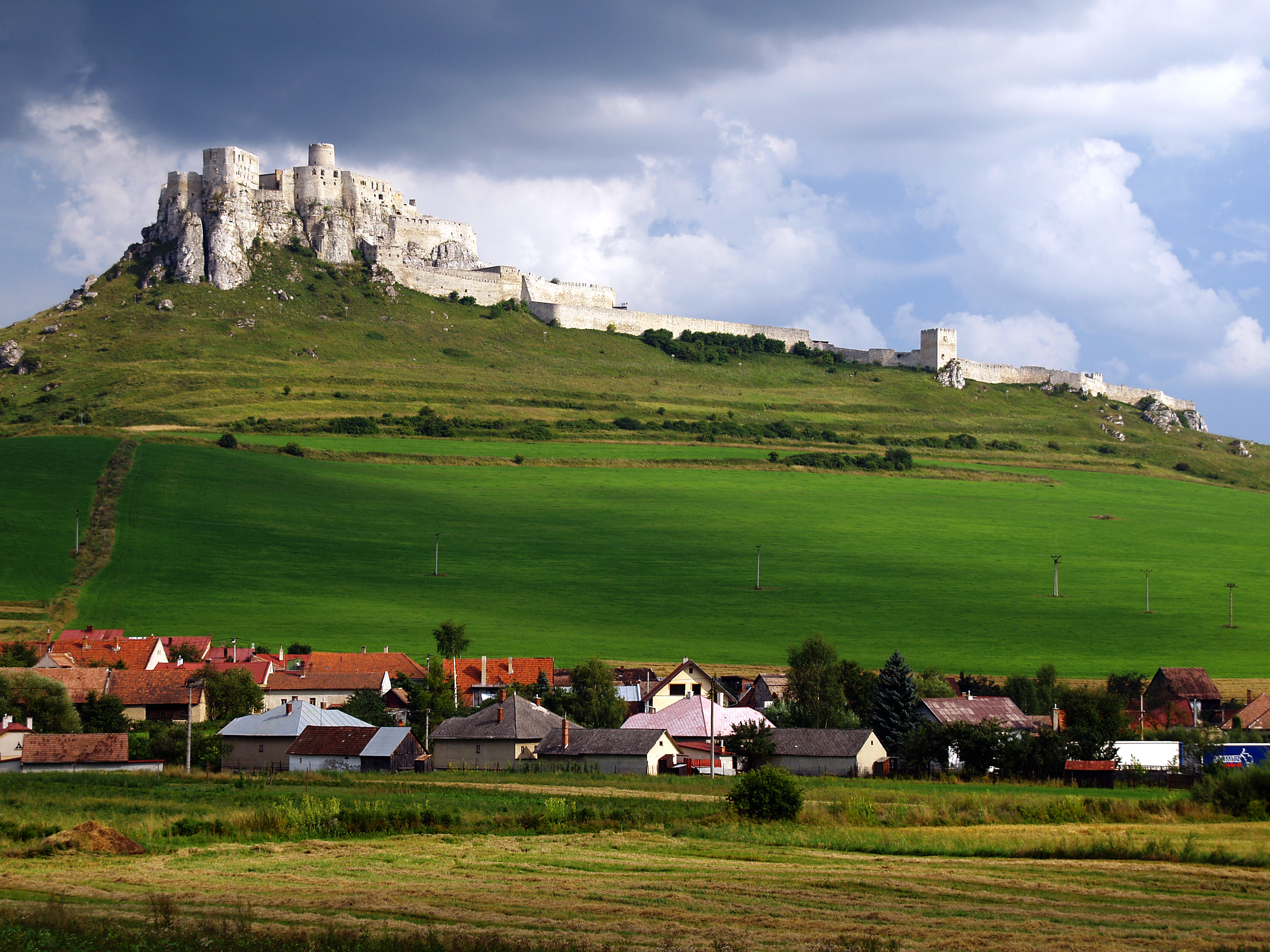
L'énorme Château de Spiš domine le village
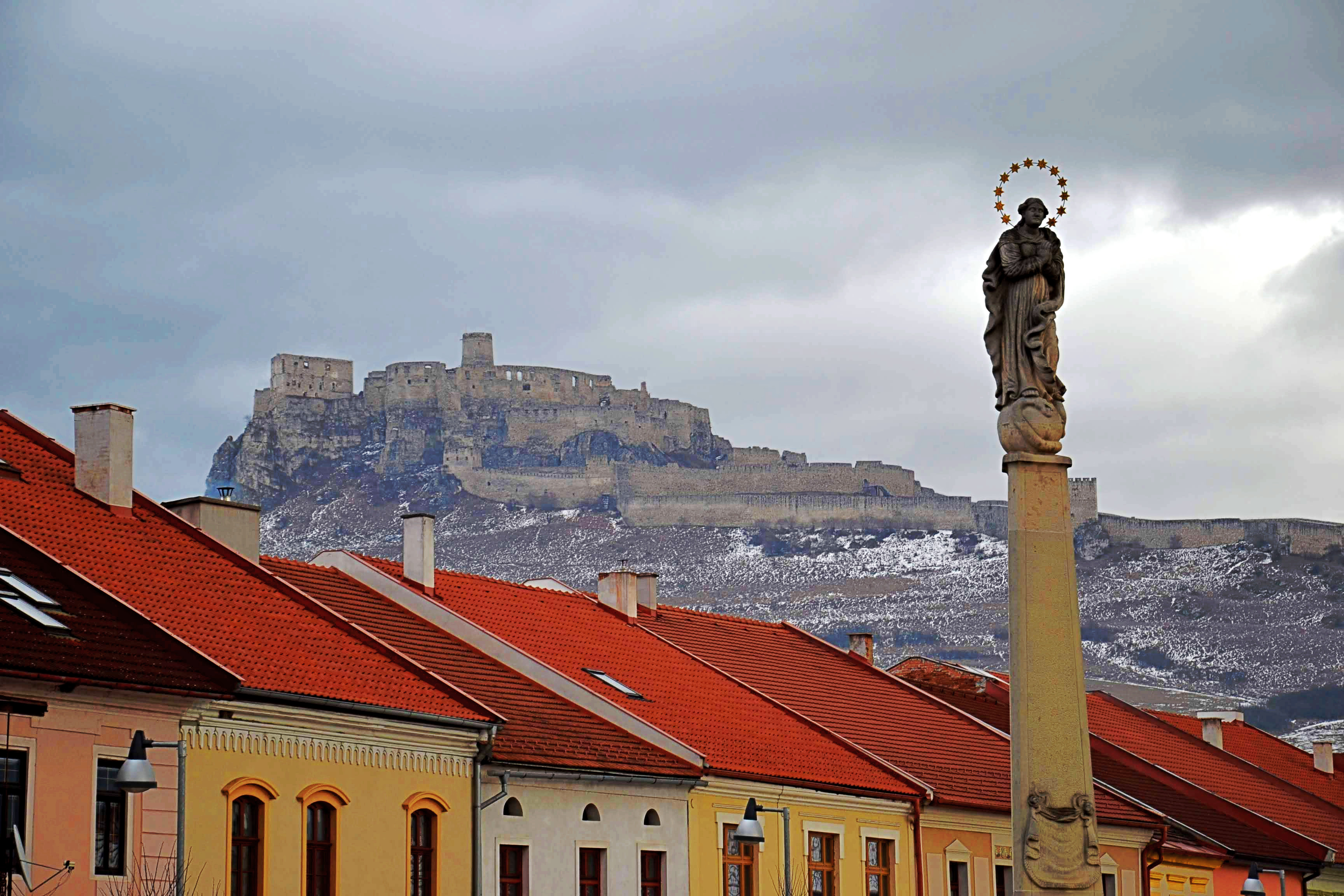
Le Château de Spiš depuis Spišské Podhradie. Janvier 2020.